# Лемминг (фильм)
«Лемминг» (англ. Lemming) — психологический триллер 2005 года режиссёра Доминика Молля. В ролях Лоран Люка, Андре Дюссолье, Шарлотта Рэмплинг, Шарлотта Генсбур. Он был показан на Каннском фестивале 2005

## Сюжет
После переезда в новый дом молодая пара Ален (Люка) и Бенедикта (Генсбур) приглашают нового босса Алена — Ришара (Дюссолье) — и его жену — невротичку Алису (Рэмплинг) — на ужин. После напряженной атмосферы за столом Ален находит почти мертвого лемминга в водосточной трубе, его жена узнает о приписываемым этим животным порывах самоубийства. Но настоящие потери и тяжелые испытания ещё впереди…

## В ролях
| Актёр             | Роль            |
| ----------------- | --------------- |
| Лоран Люка        | Ален Гетти      |
| Шарлотта Генсбур  | Бенедикта Гетти |
| Шарлотта Рэмплинг | Алиса Поллок    |
| Андре Дюссолье    | Ришар Поллок    |
| Жак Боннаффе      | Николас Шевалье |

## Приём
Фильм был в целом хорошо принят критиками, и получил на Rotten Tomatoes рейтинг 71 % на основании 48 отзывов профессиональных рецензентов.